# قائمة الرموز الرياضية
الرموز الرياضية هو اختصار لعلامة رياضية أو شكل هندسي أو وحدة قياس وهي تستخدم من أجل تسهيل الكتابة، فمثلا كتابة كلمة سنتيمتر أمر شاق فتم اختصارها إلى سم، والجداول التالية توضح الرموز الرياضية باختلافها

## الرموز الأولية
هي الرموز المستخدمة في معظم المسائل الرياضية، يوضح الجدول التالي الرموز الابتدائية:
| الـرمز | معناه                  | استخدامه | مثال                                      |
| ------ | ---------------------- | --- | ----------------------------------------- |
| =      | يساوي                  | يستخدم في المعادلات لتبيين أن طرفيها متساويان | 3 + 5 = 8 ، 8 = 8                         |
| ≠      | لا يساوي               | يستخدم لنفي تساوي المعادلات | 5 + 8 ≠ 16                                |
| +      | زائد، موجب             | هي علامة جمع الأعداد وكذلك تستخدم كإشارة للأعداد الموجبة | 8 + 2 = 10، +7                            |
| -      | ناقص، سالب             | هي علامة طرح الأعداد وكذلك تستخدم إشارةً للعدد السالب | 10 - 8 = 2، -8                            |
| <      | أكبر من                | العلامة السابقة تستخدم في المتباينة للدلالة على أن الطرف الأيسر في المتباينة أكبر من الطرف الأيمن                                                                              | 4 + 5 < 10                                |
| >      | أصغر من                | يستخدم هو كذلك في المتباينات للدلالة على أن الطرف الأيسر للمتباينة هو أصغر من الطرف الأيمن لها                                                                                 | 10+ 5 > 14                                |
| ×      | في                     | هي علامة عملية الضرب | 3 × 9 = 27                                |
| ÷      | على                    | هي علامة عملية القسمة | 40 ÷ 2 = 20                               |
| :      | إلى                    | توضع تلك العلامة بين حدي النسبة | 3 : 8                                     |
| \      | لكل                    | توضع بين حدي المعدل | 5 لتر \ ساعة                              |
| ± ، ∓  | زائد أو ناقص           | توضع بين مقدارين حيث تبين أن أحد المقدارين يمكن أنه محذوفا أو مضافا لآخر | 7لتر ± 1/2 لتر                            |
| ≤      | أكبر من أويساوي        | يوضع في المقارنة بين المجموعات للدلالة على أن المجموعة التي على الطرف الأيسر من المقارنة فيها عناصر أكبر من الأخرى ولكن يوجد عنصر واحد فيها هو الذي يساوي عنصر آخر من المجموعة | {4 ، 5 ، 6 ، 7} ≤ {4 ، 8 ، 10}            |
| ≥      | أصغر من أو يساوي       | توضع في المقارنة بين المجموعات للدلالة على أن المجموعة التي على الطرف الأيسر من المقارنة فيه عناصر أقل من الأخرى ولكن يوجد عنصر واحد فقط هو الذي يساوي عنصر آخر من المجموعة    | {8 ، 7 ، 10} ≥ {4 ، 5 ، 6 ، 7}            |
| ∅ أو   | فاي / المجموعة الخالية | يساوي هذا الرمز أي مجموعة ليس لها عناصر | عند توازي مستقيمان فإن نقطة تقاطعهما هي ∅ |
| ∈      | ينتمي                  | يعني هذا الرمز إنتماء عنصر إلى مجموعة | 7 ∈ {8 ، 7 ، 1 ، 10}                      |
| ∉      | لا ينتمي               | يعني هذا الرمز عدم انتماء أحد العناصر إلى المجموعة | 12 ∉ {1 ، 2}                              |
| ⊂      | يحتوي / جزئية          | معناه أن هناك مجموعة صغيرة تعتبر جزءا من مجموعة أخرى كبيرة | {1 ، 8 ، 10} ⊂ {1 ، 5 ، 7 , 8 ، 10 ، 1}   |
| ⊄      | لا تحتوي / ليست جزئية  | عكس يحتوي تماما | {1 ، 5 ، 10} ⊄ {6 ، 30 ، 8 ، 70 ، 9}      |
| %      | بالمائة                | يقرن بذلك الرمز عددا حيث يبين أن هذا الرمز له نسبة من المائة | 2% ، 12 %                                 |
| ‰      | بالألف                 | يقرن بذلك الرمز عددا حيث يبين أن هذا الرمز له نسبة من الألف | 2‰ ، 12 ‰                                 |
| ≈      | تساوي تقريبا           | يستخدم ذلك الرمز في تقريب الأعداد العشرية إلى أعداد صحيحة | 7.5 ≈ 8                                   |

## الرموز الثانوية
| الرمز | معناه                  | استخدامه                                                                                   | مثال                                            |
| ----- | ---------------------- | ------------------------------------------------------------------------------------------ | ----------------------------------------------- |
| ≪     | أكبر بكثير من          | يستخدم هذا الرمز للدلالة على العددين المقارنة الطرف الأيسر لها أكبر بكثير من الطرف الأيمن  | 2 ≪ 10000000                                    |
| ≫     | أقل بكثير من           | يستخدم هذا الرمز للدلالة على العددين المقارن بينهما الطرف الأيسر أقل بكثير من الطرف الأيمن | 1000000 ≫ 2                                     |
| ∞     | مالا نهاية             | يستخدم الرمز في التعبير عن المجموعات غير المنتهية                                          | {0 ، 1 ، 2 ، 3 ، 4 ، ∞}=A                       |
| ∩     | تقاطع                  | يوضع بين المجموعتين المراد معرفة العناصر المشتركة فيما بينهما                              | {8 ، 7 ، 9 ، 1} ∩ {5 ، 9 ، 4 ، 7} = {7 ، 9}     |
| √     | جذر                    | يوضع على يمين الرمز العدد المراد معرفة جذره                                                | 2- أو 2 = 4√                                    |
| \| \| | مقياس / القيمة المطلقة | يوضع بين العمودين العدد المراد معرفة قيمته المطلقة                                         | \| -8 \| = 8                                    |
| ∪     | اتحاد                  | يوضع هذا الرمز بين المجموعتين المراد دمج عناصر كلا منهما                                   | {5 ، 3 ، 2} ∪{8 ، 2 ، 9} = {5 ، 3 ، 2 ، 8 ، 9 } |

## الرموز الهندسية
هي الرموز التي تستخدم في الهندسة والجدول التالي يوضح بعضا منها:
| الرمز | معناه     | استخدامه                                                                                                 | مثال                                |
| ----- | --------- | --- | ----------------------------------- |
| ∠     | زاوية     | يوضع هذا الرمز بين الضلعين والنقطة المشتركة بينهما                                                       | ∠ ABC                               |
| //    | يوازي     | يوضع هذا الرمز بين الضلعين أو المستقيمين المتوازيين                                                      | AB // CD                            |
| ⊥     | عمودي على | يوضع هذا الرمز بين الضلعين الذي يكون أحدهما عمودا على الآخر فيشكلون زاويتين قائمتين من التعامد أو 4      | FG ⊥ HJ                             |
| ≡     | يتطابق    | يوضع هذا الرمز بين الشكلين أو الضلعين اللذان يتساويان فيهما أضلاعهما وزوايهما                            | AB ≡ CD                             |
| π     | =باي      | هذا الرمز هو نسبة مبسطة لعلاقة بين محيط دائرة وقطرها ويساوي تقريبا3.14 و{\displaystyle {\tfrac {22}{7}}} | 3,1415926535897932384626433832795=π |
| °     | درجة      | يستخدم هذا الرمز اختصارا لكلمة درجة سواء أكان قياسها للحرارة أو للزاوية                                  | قياس الزاوية A = 50°                |
| ق     | قياس      | اختصار كلمة قياس                                                                                         | ق (ABC) = 80°                       |
| ∆     | مثلث      | اختصار كلمة مثلث                                                                                         | ∆ ABC ≡ DEF                         |
| ○     | دائرة     | اختصار كلمة دائرة                                                                                        | ○ (C) قطرها يساوى 2سم               |
| □     | مربع      | اختصار كلمة مربع                                                                                         | □ ABCD ≡ EFGH                       |

## اختصارات الوحدات
تختصر بعض الوحدات من أجل تسهيل الكتابة والجدول التالي يوضح بعضا منها:
| اسم الوحدة بالإنجليزية | اسم الوحدة بالعربية | رمز الوحدة في النظام العالمي    | الاختصار |
| ---------------------- | ------------------- | ------------------------------- | -------- |
| KiloGram               | كيلو غرام           | Kg                              | كجم      |
| Gram                   | غرام                | g                               | جم       |
| Tons                   | طن                  | T                               | طن       |
| Centimeter             | سنتيمتر             | cm                              | سم       |
| Meter                  | متر                 | m                               | م        |
| Millie Gram            | مليجرام             | mg                              | ملجم     |
| Liter                  | لتر                 | L                               | ل        |
| Millie Liter           | مليلتر              | mL                              | مل       |
| Square meters          | متر مربع            | {\displaystyle {\text{m}}^{2}}  | م²       |
| Square centimeter      | سنتيمتر مربع        | {\displaystyle {\text{cm}}^{2}} | سم²      |
| Square kilometers      | كيلومتر مربع        | {\displaystyle {\text{Km}}^{2}} | كم²      |
| Cubic centimeter       | سنتيمتر مكعب        | {\displaystyle {\text{cm}}^{3}} | سم³      |
| Cubic meters           | متر مكعب            | {\displaystyle {\text{m}}^{3}}  | م³       |
| Cubic kilometers       | كيلومتر مكعب        | {\displaystyle {\text{Km}}^{3}} | كم³      |